# Бьоска Перес, Антонио
Антонио Бьоска Перес (исп. Antonio Biosca Pérez; род. 8 декабря 1949, Альмерия, Андалусия) — испанский футболист, игравший на позиции защитника. Известен по выступлениям за «Реал Бетис».

## Клубная карьера
Бьоска в профессиональном футболе дебютировал в сезоне 1968/69 в Сегунде за «Кальво Сотело». Летом 1971 года присоединился к «Реал Бетису» из Ла Лиги. Дебют за севильский клуб состоялся 28 ноября 1971 года в гостевом матче против «Кордовы». Свой первый год за «зелёно-белых» завершил с 17 сыгранными играми (15 стартов), а в следующем сезоне клуб вылетел в низшую лигу.
С 1974 по 1978 года Бьоска ни разу не участвовал менее чем в 30 матчах лиги за «Бетикос». В 1977 году выиграл Кубок Испании, но в следующем году вновь вылетел из Ла Лиги. Завершил карьеру футболиста в июне 1983 года, когда ему было почти 34 года. 

## Карьера за сборную
26 апреля 1978 года Бьоска дебютировал за национальную сборную Испании в товарищеском матче против сборной Мексики, в котором он отыграл все 90 минут встречи. В том же году был включен в состав на чемпионат мира в Аргентине, на котором сыграл в двух матчах групповой стадии.

## Достижения

### «Реал Бетис»
- Обладатель Кубка Испании: 1976/77
- Чемпион Сегунды: 1973/74